# Saint-Pierre-de-Bressieux
Saint-Pierre-de-Bressieux este o comună în departamentul Isère din sud-estul Franței. În 2009 avea o populație de 675 de locuitori.

## Evoluția populației
| An        | 1975 | 1982 | 1990 | 1999 | 2006 | 2009 |
| --------- | ---- | ---- | ---- | ---- | ---- | ---- |
| Populație | 508  | 592  | 621  | 627  | 674  | 675  |